# Reanimación cardiopulmonar extracorpórea
La resucitación cardiopulmonar extracorpórea (comúnmente conocida como ECPR) es un método de resucitación cardiopulmonar (RCP) que pasa la sangre del paciente a través de una máquina en un proceso para oxigenar el suministro de sangre. Se utiliza un dispositivo portátil de oxigenación por membrana extracorpórea (ECMO) como complemento de la RCP estándar. A un paciente que se considera que sufre un paro cardíaco refractario a la RCP se le insertan catéteres percutáneos en la vena y la arteria femorales. Teóricamente, la aplicación de ECPR permite el retorno de la perfusión cerebral de una manera más sostenible que con compresiones externas solas. Al conectar un dispositivo ECMO a una persona que ha sufrido un colapso cardiovascular agudo, los médicos pueden mantener la perfusión del órgano terminal mientras evalúan la reversión potencial de la patología causal, con el objetivo de mejorar la supervivencia a largo plazo y los resultados neurológicos.

## Concepto
De manera similar al concepto de derivación cardiopulmonar electiva, utilizado en cirugía a corazón abierto, la oxigenación y la perfusión se pueden mantener con un dispositivo ECMO en pacientes que sufren colapso cardiovascular. En el contexto de un paro cardíaco, la ECPR implica la canulación percutánea de una vena y una arteria femorales, seguida de la activación del dispositivo, que posteriormente mantiene la circulación hasta que se logra una recuperación adecuada.
La teoría detrás de este enfoque invasivo es que la restauración artificial de la oxigenación y la perfusión de órganos diana les permite a los médicos tratantes más tiempo para mitigar y revertir la patología que contribuye al paro cardíaco y al shock refractario. Ha sido bien documentado que la probabilidad de retorno de la circulación espontánea y, además, el eventual alta del hospital, después de diez minutos de RCP, disminuye significativamente. Una vez que se establece la circulación, el paciente puede ser transferido, para una mayor investigación e intervención, a instalaciones como un laboratorio de cateterismo cardíaco y una unidad de cuidados intensivos.
Los sistemas de soporte vital extracorpóreo (ECLS, por sus siglas en inglés) se diferencian de las máquinas de derivación cardíaca tradicionales basadas en el quirófano en que son portátiles y utilizan un acceso percutáneo a diferencia de los catéteres que se insertan quirúrgicamente en un tórax abierto. El primer acceso ingresa a la vena femoral en la ingle y se extiende hacia arriba hasta la aurícula derecha. La segunda vía entra en la arteria femoral ipsilateral o contralateral y avanza hasta la aorta distal. La sangre desoxigenada se extrae de la aurícula derecha antes de bombearla a través del dispositivo ECLS, donde se oxigena y se devuelve como flujo retrógrado a la aorta distal.

### Configuraciones ECMO
Dependiendo de la indicación para la oxigenación por membrana extracorpórea, existen dos configuraciones comunes: veno-arterial (VA) y veno-venosa (VV). En algunos casos, la configuración inicial se puede transferir a una configuración híbrida.

## Papel en la medicina
El ECPR se considera en gran medida como una terapia de rescate, que se inicia en pacientes con paro cardíaco o shock circulatorio profundo, para quienes se han agotado todas las terapias convencionales y la muerte sin apoyo adicional es inminente. Esto se basa en la afirmación de que la aplicación rápida de ECPR puede ayudar temporalmente a los pacientes con colapso cardiovascular, al tiempo que permite una evaluación de las opciones potenciales para maximizar la supervivencia a largo plazo. American Heart Association conjetura con cautela que en entornos en los que un servicio de ECPR experimentado y accesible está fácilmente disponible, puede ser beneficioso. Las directrices matizan esto al advertir que el paciente debería haber tenido sólo un breve período sin flujo sanguíneo y que la condición que provocó el paro podría revertirse, es decir, hipotermia, intoxicación o insuficiencia coronaria aguda.

### Indicaciones
Uno de los temas más controvertidos asociados con ECPR es para quién está indicado. Este factor también se ha considerado como uno de los principales factores de confusión en los numerosos estudios observacionales realizados para evaluar la viabilidad y la idoneidad de ECPR. 
Edecmo.org proporciona un criterio simple de tres pasos para la selección de pacientes cuando se trata de ECPR esto incluye:
1. El paciente estaba generalmente sano antes del paro. Esto requiere una evaluación global rápida pero completa por parte de un médico experimentado en cuidados intensivos.
2. Los objetivos generales de la terapia son curativos.
3. Se cree que la patología causal del paro cardíaco es reversible con una intervención médica o quirúrgica disponible.

Las pautas ECPR producidas por Alfred Health brindan una serie más detallada de indicaciones que consideran las indicaciones específicas tanto para el paro cardíaco extrahospitalario (OOHCA) como para el paro cardíaco intrahospitalario (IHCA) tenga en cuenta que los siguientes son específicos del sitio mencionado anteriormente y se proporcionan solo como un ejemplo de las pautas de una institución.

#### Parada cardiaca extrahospitalaria
Pacientes ubicados dentro de un departamento de accidentes y emergencias debidamente equipado con paro cardíaco extrahospitalario que es refractario al tratamiento estándar de soporte vital cardíaco avanzado (ACLS) Y:
- El paciente cumple con TODOS los siguientes criterios:

1. Es probable que el paro cardíaco sea de causa cardíaca o respiratoria primaria.
2. El paro cardíaco fue presenciado por un transeúnte o un paramédico.
3. Las compresiones torácicas se iniciaron dentro de los 10 minutos.
4. La duración del paro cardíaco (colapso hasta la llegada a E&TC) ha sido < 60 minutos
5. El paciente tiene entre 12 y 70 años.
6. No hay comorbilidades importantes que impidan el regreso a la vida independiente.

- El paciente está profundamente hipotérmico (<32 °C) debido a una exposición accidental
- El paciente ha tomado una sobredosis significativa de un fármaco vasoactivo (por ejemplo, betabloqueante, ácido tricíclico, digoxina)
- Cualquier otra causa en la que sea probable que haya reversibilidad del paro cardíaco si se puede proporcionar una circulación artificial

#### Paro cardíaco intrahospitalario
Pacientes con paro cardíaco intrahospitalario, refractario al tratamiento estándar de soporte vital cardíaco avanzado (ACLS) Y en quienes la causa puede ser reversible, como: 
- El paciente con sospecha de síndrome coronario agudo que sufre un paro en el E&TC y no responde al ACLS estándar Y es probable que la causa sea reversible con tratamiento en el laboratorio de cateterismo cardíaco
- El paciente en el laboratorio de cateterismo cardíaco sometido a una angiografía coronaria que sufre un paro cardíaco y que no responde inmediatamente al ACLS estándar
- El paciente con sospecha de embolismo pulmonar masivo
- Cualquier otra causa donde es probable que haya reversibilidad de la condición subyacente si se puede proporcionar una circulación artificial.

### Contraindicaciones
No se ha establecido una lista precisa de contraindicaciones, aunque numerosos estudios y guías han adaptado una variedad de circunstancias en las que el uso de ECPR sería inapropiado. 
- Deterioro neurológico grave premórbido que incluye accidente cerebrovascular, demencia y lesión cerebral traumática.
- Shock que se cree que es secundario a sepsis o hemorragia.
- Compresiones torácicas no iniciadas dentro de los 10 minutos posteriores al inicio del paro cardíaco.
- Tiempo total de arresto superior a 60 minutos.
- La presencia de una orden válida de 'no para reanimación'.
- Sin perspectivas realistas de reversión de la patología cardíaca o respiratoria subyacente.
- La edad avanzada impide un ingreso prolongado en la UCI que requiera soporte mecánico.
- No hay personal debidamente capacitado o equipado disponible para iniciar ECPR.

### Complicaciones
La aplicación de ECMO en cualquier circunstancia es técnicamente difícil e invasiva. El riesgo asociado con el proceso inicial de conectar a un paciente a un dispositivo de soporte vital extracorpóreo se ve potencialmente exacerbado por la naturaleza emergente de ECMOCPR.
Cuatro estudios observacionales recientes informaron complicaciones en aproximadamente una cuarta parte de los pacientes. Los estudios incluyeron complicaciones de la aplicación inicial y de permanecer en el circuito de oxigenación extracorpórea. Las complicaciones incluyeron:
- Isquemia de la pierna
- Sangrado
- Neumonía
- Septicemia
- Lesión renal aguda
- Áreas de presión

## Limitaciones
La tendencia actual de aumentar el uso de ECPR es muy prometedora. Sin embargo, el conjunto de investigaciones disponibles sobre la eficacia es limitado, con una serie de estudios observacionales retrospectivos y estudios prospectivos de casos y controles que proporcionan la base de la evidencia ECPR moderna. Debido a la naturaleza misma de ECPR, las aplicaciones de un ensayo de control aleatorio son en gran medida inviables, lo que limita la calidad de los datos disponibles  Además, en lo que respecta a la logística, ECPR es un procedimiento altamente subespecializado que es tanto de recursos como de recursos. y habilidad intensiva. Como tal, es costoso de iniciar y mantener y, por lo tanto, se ha producido exclusivamente en centros terciarios con un servicio de ECMO bien establecido.

## En la población pediátrica
Durante las últimas dos décadas, la ECPR se ha utilizado en poblaciones pediátricas con buenos resultados. Los datos recopilados durante el mismo período informan una tasa de supervivencia al alta del 40%. En la población pediátrica, la indicación de ECPR se debe principalmente al colapso cardíaco, a menudo asociado con patología congénita. Al igual que con los adultos, la ECMO solo está indicada si es factible la reversión de la patología, por ejemplo, con un trasplante cardíaco. Cuando se trata de considerar la retirada de ECMO, a diferencia de las poblaciones adultas, se alienta a los padres a tomar la decisión final con la orientación de los médicos tratantes. La limitación asociada con ECPR en la población adulta, incluida la falta de evidencia, la intensidad de los recursos y la necesidad de un servicio de ECPR bien establecido y experimentado.